# Robert Trent Jones Golf Club

Robert Trent Jones Golf Club är en golfklubb som ligger i Gainesville, Virginia i USA.
Golfklubben invigdes 1991, ett år efter att golfklubbens golfbana anlades. Den designades av Robert Trent Jones, Kyle Phillips och Roger Rulewich. Den sistnämnde var också ansvarig när golfbanan omdesignades sex år senare. Den har 18 hål och är totalt 6 789 meter (7 425 yards) och där par är 72.
Robert Trent Jones Golf Club har stått som värd för bland annat Presidents Cup (1994, 1996, 2000 och 2005), PGA Tours Quicken Loans National (2015) och Solheim Cup (2024).. Den kommer stå som värd för Liv Golf Virginia i juni 2025.